# Upplands runinskrifter NOR2003;23
Runinskrift U NOR2003;23 är en runsten i Skesta, Vada socken och Vallentuna kommun i Uppland. Påträffad på ursprunglig plats. Stenen plöjdes upp ur en åker vid Ådalen och nära Angarnssjöängens utlopp år 2002 av Göran Seveson.

## Inskriften
Runor: ᚢᛚᛅᚢᚼ × ᛚᛁᛏ × ᚱᛁᛏᛅ × ᛋᛏᛅᛁᚾ × ᛁᚠᛏᛁᛦᚼᚢᛚᛘᛅᛋᚢᚾᛋᛁᚾ
Translitterering av runraden:
ulauh × lit × rita × stain × iftiʀ hulma sun sin
Normalisering till fornvästnordiska:
Olaug let retta stæin æftiʀ Holma, sun sinn.
Översättning till nusvenska:
Olög  lät  resa  stenen  efter Holme, sin son.